# Віт Бенеш
Віт Бенеш (чеськ. Vít Beneš, нар. 12 серпня 1988, Усті-над-Лабем) — чеський футболіст, захисник клубу «Височина». Виступав також за клуби «Кладно» та «Яблонець». Володар Кубка Чехії.

## Клубна кар'єра
Віт Бенеш розпочав займатися футболом у команді «Равел», пізніше перейшов до юнацької команди клубу «Усті-над-Лабем». У 2005 році футболіст перейшов до клубу «Спарта» (Прага), проте в ньому грав більше за юнацьку команду. У 2006 році Бенеш перейшов до клубу «Кладно», в якому грав до 2010 року.
У 2010 році Віт Бенеш перейшов до складу клубу «Яблонець», у якому грав до 2017 року, та став у складі команди володарем Кубка Чехії.
У 2017 році футболіст перейшов до угорського клубу «Вашаш», який за рік віддав чеха в оренду до іншого угорського клубу «Галадаш». У 2019 році Бенеш повернувся на батьківщину до клубу «Сігма» (Оломоуць), у якому грав до 2024 року. З 2025 року футболіст грає в чеському клубі «Височина».

## Виступи за збірну
У 2010 році Віт Бенеш провів свій єдиний матч у складі молодіжної збірної Чехії.

## Титули і досягнення
- Володар Кубка Чехії (1):

«Яблонець»: 2012–2013
- Володар Суперкубка Чехії (1):

«Яблонець»: 2013